# Pedro López Calle
Pedro López Calle (Montejaque, 25 de abril de 1902-Algeciras, 1977) fue un anarquista español.

## Biografía
Nacido en Montejaque el 25 de abril de 1902, fue un destacado militante anarquista de la región andaluza y miembro del sindicato CNT. Amigo y colaborador de Antonio Rosado, en 1919 ambos pusieron en marcha en Morón el periódico anarquista Juventud Rebelde. Llegó a ser alcalde de Montejaque, durante el periodo de la Segunda República.
Tras el estallido de la Guerra civil se puso al frente de las milicias anarquistas de Ronda. Posteriormente llegó a mandar la columna «Pedro López», que actuó en la zona de San Pedro de Alcántara. Esta pequeña columna, compuesta por milicianos anarquistas, opuso resistencia a las columnas franquistas y también emprendió la represión contra las derechas en los pueblos de la Serranía de Ronda. A comienzos de 1937, tras la conquista de Málaga por los franquistas, se retiró con sus fuerzas a Almería. Posteriormente pasó a formar parte del comisariado político del Ejército Popular de la República. Llegó a ejercer como comisario de la 42.ª División y de la 61.ª Brigada Mixta.
Al final de la contienda se exilió en Francia, donde estuvo internado en varios campos de concentración. Posteriormente pasaría a Hispanoamérica, llegando a residir en Venezuela y México. Durante su estancia en este último país colaboró con varias publicaciones anarquistas, como Acción. Posteriormente también residió en Orán y Marruecos. 
Regresaría a España tras la muerte de Franco, y falleció en Algeciras en 1977.

## Familia
Su hermano Bernabé, guardia civil de profesión, sería un destacado líder del «Maquis» en Cádiz.